# Красные (деревня)
Красные — деревня в Сонковском районе Тверской области. Входит в состав Койского сельского поселения.

## География
Находится в восточной части Тверской области на расстоянии приблизительно 14 км по прямой на восток-юго-восток от районного центра поселка Сонково на правом берегу речки Корожечна.

## История
Деревня была отмечена еще на карте 1825 года. В 1859 году здесь (тогда деревня Кашинского уезда Тверской губернии) было учтено 14 дворов.

## Население
Численность населения: 143 человека (1859 год), 50 (русские 94 %) в 2002 году, 38 в 2010.